# Accordo di Sandomierz
L'Accordo di Sandomierz (in latino Consensus Sandomiriensis) è stato un accordo sottoscritto nel 1570 a Sandomierz tra le confessioni protestanti polacche (luterani, calvinisti e Fratelli Boemi), in base a cui i tre gruppi si impegnavano a non combattersi e ad agire unitariamente sul piano politico.

## Storia
Il 14 aprile 1570 i rappresentanti delle tre confessioni protestanti polacche (luterani, calvinisti e Fratelli Boemi) si ritrovarono a Sandomierz, dove firmarono il documento noto come "Accordo di Sandomierz". A causa dell'Unione di Lublino, siglata l'anno precedente tra il Regno di Polonia e il Granducato di Lituania, furono coinvolti anche rappresentanti della nobiltà lituano-bielorussa; furono esclusi invece i Fratelli Polacchi, per il loro antitrinitarismo.
I firmatari non riuscirono ad accordarsi su una confessione comune e mantennero quindi una piena autonomia, ma si impegnarono a evitare contestazioni e lotte tra di loro, e a prendere azioni comuni in difesa della libertà religiosa.
L'Accordo di Sandomierz fu una prova concreta del fatto che le diverse fazioni della Riforma protestante potessero riconciliarsi.
Fautore dell'accordo fu il teologo riformatore Jan Łaski, che si adoperò per l'unificazione delle Chiese polacche protestanti e riuscì, prima di morire nel 1568, a gettare le basi per questo atto.
L'accordo è stato la base della firma, tre anni più tardi, degli accordi della Confederazione di Varsavia (28 gennaio 1573), che assicurò la pace religiosa in Polonia e la piena libertà di culto ai protestanti.